# إيفانغيلوس فينيزيلوس
إيفانغيلوس فينيزيلوس (باليونانية: Ευάγγελος Βενιζέλος)‏ (ولد في 1 يناير 1957) سياسي يوناني، تولى منصب نائب رئيس الوزراء ووزير مالية اليونان سابقًا، وهو حالياً عضو البرلمان اليوناني عن الحركة الاشتراكية اليونانية (باسوك) عن الدائرة الانتخابية الأولى في سالونيك.
إيفانغيلوس فينيزيلوس أستاذ القانون الدستوري في جامعة أرسطو في سالونيك. وقد انتُخب في 18 مارس 2012 رئيساً لحزب باسوك خلفًا لجورج باباندريو وقاد الحزب في الانتخابات العامة في مايو 2012.

## حياته الشخصية ودراسته
ولد إيفانغيلوس فينيزيلوس في 1 يناير 1957 في سالونيك. درس في جامعة أرسطو في سالونيك بين 1974 و1978، ثم تخصص في جامعة باريس الثانية في فرنسا. حصل على الدكتوراه في الحقوق من جامعة أرسطو في سنة 1980.
وفي سنة 1984 تم تعيينه في جامعة أرسطو مدرساً ثم أستاذاً في القانون الدستوري. شغل عدداً من المناصب، بما فيها في بنك اليونان الوطني ومفوضية الإذاعة المحلية (وهي سلطة مستقلة تشرف على الإذاعات المحلية في اليونان).
اشتهر على المستوى الوطني في سنة 1989 عندما تولى الدفاع عن أندرياس باباندريو في قضية اتهامه بالفساد، وتميز خلال المحاكمة بالفصاحة، فأعجب أندرياس باباندريو به وأضافه إلى قائمة المرشحين إلى البرلمان عن باسوك لسنة 1993؛ وعندما وصل باسوك إلى السلطة في تلك السنة، صار فينيزيليوس متحدثاً باسم الحكومة.
يجيد فينيزيلوس اللغتين الإنكليزية والفرنسية.

## روابط خارجية
- إيفانغيلوس فينيزيلوس على موقع الموسوعة البريطانية (الإنجليزية)
- إيفانغيلوس فينيزيلوس على موقع مونزينجر (الألمانية)